# Lydia Lassila
Lydia Lassila z domu Ierodiaconou (ur. 17 stycznia 1982 w Melbourne) – australijska narciarka, specjalistka narciarstwa dowolnego, specjalizująca się w skokach akrobatycznych. Jej największym sukcesem w karierze jest złoty medal igrzysk olimpijskich w Vancouver. Cztery lata później, podczas igrzysk w Soczi, nie zdołała obronić tytułu mistrzyni olimpijskiej. Ostatecznie uplasowała się na trzecim miejscu, za Ałą Cuper z Białorusi i Chinką Xu Mengtao. Była też między innymi piąta podczas mistrzostw świata w Voss w 2013 roku. W Pucharze Świata zadebiutowała 8 września 2001 roku w Mount Buller, gdzie zajęła piąte miejsce. Tym samym już w swoim debiucie wywalczyła pierwsze pucharowe punkty. Na podium zawodów tego cyklu po raz pierwszy stanęła 7 września 2002 roku w tej samej miejscowości, kończąc rywalizację na drugiej pozycji. W zawodach tych rozdzieliła Veronikę Bauer z Kanady i Rosjankę Annę Zukal. Najlepsze wyniki osiągnęła w sezonie 2008/2009, kiedy to zajęła piąte miejsce w klasyfikacji generalnej, a w klasyfikacji skoków zdobyła Małą Kryształową Kulę. Ponadto w sezonach 2002/2003, 2003/2004, 2004/2005 i 2007/2008 była druga w skokach, a w sezonach 2012/2013 i 2016/2017 zajmowała trzecie miejsce.
Jest córką cypryjskiego Greka i Włoszki, od 2007 roku jest żoną fińskiego narciarza dowolnego Lauriego Lassili.

## Osiągnięcia

### Igrzyska olimpijskie
| Miejsce | Dzień     | Rok  | Miejscowość    | Konkurencja        | Zwyciężczyni  |
| ------- | --------- | ---- | -------------- | ------------------ | ------------- |
| 8.      | 18 lutego | 2002 | Salt Lake City | Skoki akrobatyczne | Alisa Camplin |
| 14.     | 22 lutego | 2006 | Turyn          | Skoki akrobatyczne | Evelyne Leu   |
| 1.      | 24 lutego | 2010 | Vancouver      | Skoki akrobatyczne | -             |
| 3.      | 14 lutego | 2014 | Soczi          | Skoki akrobatyczne | Ałła Cuper    |
| 20.     | 16 lutego | 2018 | Pjongczang     | Skoki akrobatyczne | Hanna Huśkowa |

### Mistrzostwa świata
| Miejsce | Dzień    | Rok  | Miejscowość   | Konkurencja        | Zwyciężczyni    |
| ------- | -------- | ---- | ------------- | ------------------ | --------------- |
| 15.     | 1 lutego | 2003 | Deer Valley   | Skoki akrobatyczne | Alisa Camplin   |
| 16.     | 18 marca | 2005 | Ruka          | Skoki akrobatyczne | Li Nina         |
| 13.     | 4 marca  | 2009 | Inawashiro    | Skoki akrobatyczne | Li Nina         |
| 5.      | 7 marca  | 2013 | Voss          | Skoki akrobatyczne | Xu Mengtao      |
| 11.     | 10 marca | 2017 | Sierra Nevada | Skoki akrobatyczne | Ashley Caldwell |

### Puchar Świata

#### Miejsca w klasyfikacji generalnej
- sezon 2001/2002: 23.
- sezon 2002/2003: 5.
- sezon 2003/2004: 8.
- sezon 2004/2005: 5.
- sezon 2005/2006: 75.
- sezon 2007/2008: 10.
- sezon 2008/2009: 5.
- sezon 2009/2010: 12.
- sezon 2012/2013: 15.
- sezon 2013/2014: 12.
- sezon 2016/2017: 12.
- sezon 2017/2018: 29.

#### Zwycięstwa w zawodach
1. Špindlerův Mlýn – 1 marca 2003 (skoki)
2. Mount Buller – 7 września 2003 (skoki)
3. Harbin – 15 lutego 2004 (skoki)
4. Mount Buller – 4 września 2004 (skoki)
5. Mount Buller – 5 września 2004 (skoki)
6. Mont Tremblant – 9 stycznia 2005 (skoki)
7. Deer Valley – 13 stycznia 2006 (skoki)
8. Changchun – 19 grudnia 2008 (skoki)
9. Mont Gabriel – 25 stycznia 2009 (skoki)
10. Lake Placid – 15 stycznia 2010 (skoki)
11. Lake Placid – 22 stycznia 2010 (skoki)
12. Saint-Côme – 14 stycznia 2014 (skoki)
13. Deer Valley – 3 lutego 2017 (skoki)
14. Mińsk – 25 lutego 2017 (skoki)
15. Moskwa – 4 marca 2017 (skoki)
16. Lake Placid – 19 stycznia 2018 (skoki)

#### Pozostałe miejsca na podium w zawodach
1. Mount Buller – 7 września 2002 (skoki) – 2. miejsce
2. Mont Tremblant – 12 stycznia 2003 (skoki) – 2. miejsce
3. Steamboat Springs – 7 lutego 2003 (skoki) – 2. miejsce
4. Mount Buller – 6 września 2003 (skoki) – 3. miejsce
5. Lake Placid – 16 stycznia 2004 (skoki) – 3. miejsce
6. Lake Placid – 18 stycznia 2004 (skoki) – 2. miejsce
7. Deer Valley – 31 stycznia 2004 (skoki) – 2. miejsce
8. Špindlerův Mlýn – 28 lutego 2004 (skoki) – 3. miejsce
9. Lake Placid – 14 stycznia 2005 (skoki) – 2. miejsce
10. Lake Placid – 16 stycznia 2005 (skoki) – 2. miejsce
11. Deer Valley – 28 stycznia 2005 (skoki) – 3. miejsce
12. Shenyang – 5 lutego 2005 (skoki) – 3. miejsce
13. Lianhua – 21 grudnia 2007 (skoki) – 2. miejsce
14. Mont Gabriel – 27 stycznia 2008 (skoki) – 3. miejsce
15. Cypress Mountain – 10 lutego 2008 (skoki) – 2. miejsce
16. Davos – 7 marca 2008 (skoki) – 2. miejsce
17. Changchun – 20 grudnia 2008 (skoki) – 3. miejsce
18. Moskwa – 14 lutego 2009 (skoki) – 3. miejsce
19. Changchun – 5 stycznia 2013 (skoki) – 2. miejsce
20. Saint-Côme – 12 stycznia 2013 (skoki) – 2. miejsce
21. Lake Placid – 19 stycznia 2013 (skoki) – 2. miejsce
22. Pekin – 21 grudnia 2013 (skoki) – 2. miejsce
23. Lake Placid – 19 stycznia 2018 (skoki) – 2. miejsce

- W sumie (16 zwycięstw, 15 drugich i 8 trzecich miejsc).